# Diecezja Kigoma
Diecezja  Kigoma – diecezja rzymskokatolicka  w Tanzanii. Powstała w 1946 jako wikariat apostolski. Diecezja od 1953.

## Biskupi diecezjalni
- Jean-Baptiste-Frézal Charbonnier, † (1887 – 1888)
- Léonce Bridoux, M.Afr. † (1888 – 1890)
- Adolphe Lechaptois, M.Afr. † (1891 – 1917)
- Joseph-Marie Birraux, M.Afr. † (1920 – 1936)
- John van Sambeek, M.Afr. † (1936 – 1957)
- James Holmes-Siedle, M.Afr. † (1958 – 1969)
- Alphonse Daniel Nsabi † (1969 – 1989)
- Paul R. Ruzoka  (1989 – 2006)
- Protase Rugambwa (2008 – 2012)
- Joseph Mlola (od 2014)